# Бенґт Шоґрен
Бенґт Шо́ґрен (Бенгт Шегрен; швед. Bengt Sjögren, *15 вересня 1925, Мальме — 5 листопада 2009) — шведський мандрівник, еколог (популяризатор природоохоронних ініціатив), письменник, журналіст і дослідник, відомий дослідженнями Карибів, Антилів і Сейшелів; жив і працював у Лунді.
Опублікував близько 20 книг про історію, екологію, природу, етнографію і культуру народів і країн Африки та Америки, зокрема островів Вест-Індії та західної частини Індійського океану (Сейшельські та Маскаренські острови). Обіймав посаду почесного консула Сейшельських островів у Швеції в період від 1979 до 1983 року.
Був одружений з Керстін Шогрен (Kerstin Sjögren; уроджена Леттіус / Lettius), син — відомий шведський журналіст Івар Шоґрен (Ivar Sjögren).

## З життєпису
Народився 15 вересня 1925 року в Мальме.
Вчився у кафедральній школі в Лунді, але офіційно атестат зрілості дістав у 1943 році в Мальме.
Згодом вивчав зоологію, ботаніку та лімнологію в Лундському університеті.
Бенґт Шоґрен зробив собі ім'я завдяки потягу до мандрівок, скрупульозності у вивченні фактажу і ретельним дослідженням, а також яскравому літературному таланту, як професійний журналіст, натураліст, дослідник і письменник, що спеціалізувався на природі й довкіллі, а також історії й етнографії народів і країн Карибського басейну і Західної частини Індійського океану, зокрема Сейшельських островів.
Друкуватися почав у 1958 році і перші його книги були присвячені природі рідної Швеції.
На початку 1960-х він декілька разів подорожував як мандрівник-дослідник на човнах до Карибів, в результаті чого вийшли друком описи цих подорожей «Острови серед вітрів» (Öarna kring vinden), «До забутих островів» (Vägen till glömda öar) та «Острів, який продала Швеція» (Ön som Sverige sålde), останній був повністю про колишнього шведського полковника Сен-Бартельмі. Ці три видання були продовжені після нового візиту 1984 року книгою «Кариби з розплющеними очима» (Karibien med öppna ögon).
Наприкінці 1960-х років Бенґт Шоґрен звернув увагу на Африку та Сейшельські острови у Індійському океані. Мандрівки туди породили написання і вихід у світ книг «Темна Африка — світле минуле» (Mörka Afrika — det förflutna klarnar) та «Протоки континенту» (Spillror av en kontinent).
Відвідини Сейшелів спричинили те, що ця невелика незалежна від 1976 року держава з новосформованою нацією запросила Бернґта Шоґрена стати консулом архіпелагу в Швеції. Відтак, прапор Сейшельських Островів протягом чотирьох років майорів на фермі Хумлародхус (Humlarödshus) у провінції Сконе на півдні Швеції, що таким чином стала консульством Сейшельських Островів у цій державі.
Бенґт Шоґрен регулярно співпрацював з радіо Швеції, будучи автором програм про природу, країни та подорожі; також його матеріали, колонки і статті постійно з'являлись у популярних шведських періодичних виданнях, зокрема Sydsvenska Dagbladet, Aftonbladet, Wasabladet, Dagens Nyheter тощо; він виступав на телебаченні, різноманітних зустрічах і заходах.
Помер Бернґт Шоґрен 5 листопада 2009 року.